# Maurice Porra
Vous lisez un « bon article » labellisé en 2023.
Pour les articles homonymes, voir Porra (homonymie).

a Compétitions nationales et continentales officielles uniquement.

b Matchs officiels uniquement.
Maurice Porra, né le 13 mai 1906 à Perpignan (Pyrénées-Orientales) et mort le 2 septembre 1950 dans la même ville, est un joueur de rugby à XV international français et de rugby à XIII international français évoluant au poste de talonneur dans les années 1920 et 1930.
Formé au rugby à XV au Stade athlétique Perpignanais, Maurice Porra rejoint par la suite le F.C. Auch puis le F.C. Lézignan et dispute la finale du championnat de France en 1929 perdue contre l'U.S. Quillan. Le F.C. Lézignan est suspendu une année à la suite de cette finale par la Fédération française de rugby à XV ce qui contraint M. Porra à rejoindre le F.C. Lyon. Il est alors une référence au poste de talonneur et finit par être sélectionné en équipe de France contre l'Irlande peu de temps avant la mise au ban de la France du Tournoi des Cinq Nations. Cette sélection est lourde de conséquences pour M. Porra alors obligé par la Fédération de quitter le F.C. Lyon ; ce dernier se déclare alors club dissident de la Fédération française en lançant l'Union française de rugby amateur. Après hésitations et propos contradictoires, il cède et rejoint le S.U. Agen juste après sa sélection mais sa licence de rugby lui est retirée. Il ne dispute ainsi aucune rencontre avec le S.U. Agen entre 1931 et 1933, date de son retour à Perpignan, car la Fédération maintient sa radiation.
En janvier 1934, il prend part à la première manifestation du rugby à XIII français sur l'invitation de Jean Galia pour la tournée des Pionniers. Il joue désormais au rugby à XIII. Il devient à l’orée de la saison 1934-1935 l'une des têtes d'affiche du championnat de France en signant pour le S.A. Villeneuve et en remportant la première édition du championnat de France de 1935 avec Galia, Max Rousié et Marius Guiral. Il rejoint par la suite le XIII Catalan de Perpignan et inscrit une nouvelle ligne à son palmarès avec le titre de la Coupe de France en 1939. Parallèlement, il devient également international français et prend part aux éditions de 1935, 1936 et 1937 de la Coupe d'Europe des nations.
Mobilisé par la Seconde Guerre mondiale qui met un terme à sa carrière sportive, Porra devient par la suite entraîneur, tout d'abord du RC Catalan (dénomination du XIII Catalan en version quinziste à la suite de l'interdiction du rugby à XIII) puis du Stade aurillacois avant de revenir sur Perpignan et le XIII Catalan à la sortie de guerre. Il entraîne ensuite le Céret sportif en rugby à XV.

## Biographie

### Enfance, jeunesse et débuts en rugby à XV à Perpignan
Maurice Séverin Porra naît le 13 mai 1906 à Perpignan. Son père, Simon Thomas Jean Porra (né le 4 décembre 1867 à Olette), est routier, et sa mère, Marie Blondine Tichadou (née le 1er mars 1866 à Puyvalador), servante. Il a deux frères — Simon (1898-1998) et Jean (1902-1976) — et une sœur Marie (1904-1978). Il se marie le 27 mars 1940 à Marie Jeanne Gasc, en la mairie de Perpignan, avec qui il a trois enfants (Jean, André et Roger). Son frère Jean a été joueur de rugby à XV dans les années 1920. Il grandit près de la gare de Perpignan et joue dans le club de quartier au « Stade athlétique Perpignanais ». Maurice Porra exerce dans la vie civile le métier de menuisier-ébéniste. Il débute au F.C. Auch lors de son service militaire et joue quelques rencontres.

### 1927-1929: départ au F.C. Lézignan et finale du championnat de France

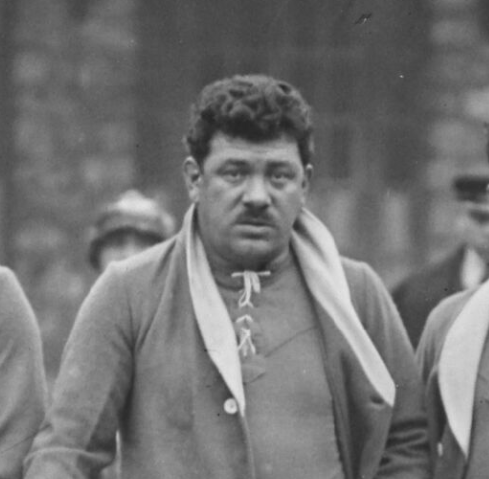
Jean Sébédio, son entraineur au F.C. Lézignan, l'emmène en finale du Championnat de France 1929.

Maurice Porra intègre le club du F.C. Lézignan à l'orée de la saison 1927-1928 qui a pour capitaine et entraîneur Jean Sébédio, ancien international français, et y a pour partenaire Léopold Fabre. Il y joue à son poste de prédilection : talonneur. Le club dispute cette saison le Championnat de France et se trouve dans la poule G aux côtés du Racing C.F., Stade bordelais, U.S. Montauban et C.A. Brive. Le club fait bonne figure mais ne se qualifie pas pour la phase des poules de quatre à la suite de sa défaite dans le match de barrage qualificatif face au Stade bordelais 9-0.
La saison 1928-1929 est plus prometteuse, J. Sébédio n'est plus joueur mais il reste l'entraîneur de cette équipe audoise. Le club surprend et réalise une série de victoires stoppée une première fois par l'U.S. Quillan, dernier finaliste du Championnat de France, puis par l'A.S. Béziers en novembre 1928. M. Porra démontre cette saison-là ses qualités à son poste de talonneur où petit à petit il s'affirme comme l'une des références françaises et fait déjà l'objet de rumeurs sur une possible destination l'année suivante vers un club plus huppé. En février 1929, il est appelé une première fois en équipe de France dans un statut de remplaçant au talonnage en cas de défection de Fernand Camicas pour affronter le pays de Galles puis l'Angleterre dans le cadre du Tournoi des Cinq Nations.
Au fil de la saison, le F.C. Lézignan postule comme un sérieux outsider dans le Championnat de France où M. Porra brille et sert de tête d'affiche des avants. Le club bat certains autres prétendants au cours de la saison tels S.C. Mazamet, Stadoceste tarbais, U.S. Perpignan, le Racing C.F. ou encore S.U. Agen. Ses moyens restreints limitent son effectif et il fait l'objet d'une réputation peu flatteuse infligée par les équipes vaincues dénonçant le chauvinisme de son public, la brutalité des joueurs ou la partialité des arbitres lors des rencontres à domicile au stade du Moulin. L'équipe est en revanche saluée par de nombreux adversaires lorsqu'elle évolue sur terrain adverse où elle est appréciée pour son jeu ouvert, mobile et une assurance en mêlée. Le F.C. Lézignan domine la poule de cinq puis celle de la poule de trois devant le F.C. Grenoble et Boucau stade pour se qualifier pour les quarts-de-finale du Championnat.
Composition du F.C. Lézignan :
Le F.C. Lézignan affronte en quarts-de-finale le Stade bordelais au stade des Ponts-Jumeaux de Toulouse et revêt à ce stade de la compétition l'habit de grand prétendant au titre en raison de l'excellente préparation de l'équipe pour terminer la saison. La rencontre tourne à l'avantage de Lézignan qui s'impose 27-5. La prestation de M. Porra est remarquée et son nom est de nouveau cité pour intégrer le XV de l'équipe de France pour affronter l'Allemagne en cette fin de saison tout comme son coéquipier André Clady mais il y reste remplaçant et Georges Vaills lui est préféré,. En demi-finale du Championnat, le club audois affronte l'A.S. Béziers à Carcassonne, pendant que l'autre demi-finale oppose l'U.S. Quillan au S.U. Agen, permettant au comité du Languedoc d'avoir trois qualifiés en demi-finales. La demi-finale, disputée sur le terrain de la Pépinière devant près de 15 000 spectateurs, est serrée et ce n'est qu'au terme des prolongations (6-6 à la fin du temps réglementaire) que Lézignan s'impose 9-6 grâce à un ultime essai de Célestin Wisser pour se qualifier pour la première finale de son histoire et affronter l'U.S. Quillan dans une finale 100 % audoise. La date de la finale fait l'objet d'un débat, les Quillanais souhaitant qu'elle se dispute le 19 mai et les Lézignanais voulant qu'elle soit repoussée au 26 mai pour permettre à ses joueurs de récupérer. C'est finalement la première option qui est retenue par la Fédération française. La finale, disputée à Toulouse, contre l'U.S. Quillan de Jean Galia et Eugène Ribère est émaillée par de nombreuses bagarres hachant le jeu au grand dam des spectateurs. Au cours de ce match, le F.C. Lézignan mène 8-0 après 45 minutes de jeu avant de s’effondrer en fin de rencontre et laisser les Quillanais gagner 11-8. Quelques semaines plus tard, en mi-juillet 1929, l'exclusion du F.C. Lézignan du Championnat de France pour un an est votée au conseil de la Fédération française de rugby à XV en raison des faits de matchs pointant la brutalité des joueurs du club lors de la finale. Ces évènements précipitent le départ de M. Porra qui signe pour le F.C. Lyon.

### 1929-1934: arrivée au F.C. Lyon, international français puis radiation du rugby à XV
Maurice Porra rejoint le F.C. Lyon pour la saison 1929-1930 dans une équipe qui ne joue pas les premiers rôles en Championnat de France. Malgré son apport, le club lyonnais se fait éliminer en poule de cinq, devancé par le C.A. Bègles, l'A.S. Béziers et la Section paloise. Enfin, son nom n'est plus non plus cité comme potentiel sélectionnable en équipe de France, mais est convoqué dans la sélection du Lyonnais au cours de la saison où il y côtoie Charles Mathon, Henri Dechavanne et Vincent Graule.
M. Porra entame la saison 1930-1931 avec le F.C. Lyon avec les mêmes contraintes mais son nom est de nouveau évoqué pour les sélectionneurs français. Seul joueur du F.C. Lyon cité, il reçoit une convocation pour un match de sélection en décembre 1930 qui se déroule à Dax où il se trouve dans l'équipe des titulaires potentiels en vue de la rencontre du Tournoi des Cinq Nations face à l'Irlande programmée le 1er janvier 1931. Mais, malgré lui, il se trouve en ce mois de décembre 1930 pris indirectement dans le scandale agitant le rugby à XV français avec la scission de douze clubs du Championnat de France pour créer un Championnat parallèle nommé « Tournoi des douze » et former l'Union française de rugby amateur pour dénoncer la violence et l'amateurisme marron en France. Parmi ces douze clubs se trouve le F.C. Lyon de M. Porra, club ayant envoyé sa démission à la F.F.R. ce mois-là. Malgré cela, le 22 décembre 1930, M. Porra est confirmé au poste de talonneur pour affronter l'Irlande mais à l'unique condition imposée par la F.F.R. de quitter son club du F.C. Lyon. Après des tergiversations de M. Porra, la F.F.R. annonce qu'il a bien démissionné de son club et jouera contre l'Irlande.
Composition de l'équipe de France :
Disputé au Stade Yves-du-Manoir, le match est remporté par la France qui s'impose 3-0 par un essai d'Eugène Ribère. La performance au talonnage de M. Porra, qui fête sa première sélection, est saluée par ses coéquipiers. Dans les jours suivants, le 6 janvier 1931, M. Porra dispute une rencontre avec le F.C. Lyon qui amène une grosse polémique au sein de la Fédération française qui exige des explications du joueur. M. Porra confirme qu'il reste au F.C. Lyon tout en se mettant à disposition de l'équipe de France, mais se voit opposer une fin de non-recevoir de la Fédération qui désormais ne l’appellera plus en sélection tant qu'il se trouve au F.C. Lyon.
Finalement en février 1931, M. Porra fait le choix de quitter le F.C. Lyon pour s'engager au S.U. Agen. Il ne peut cependant pas disputer de rencontres en équipe 1 en Championnat de France en raison d'une décision fédérale interdisant à un joueur issu d'un club dissident lié à l'UFRA d'intégrer un club fédéral en cours de saison,. Il attend donc la période estivale et le début de la saison 1931-1932 pour solliciter sa nouvelle licence, mais l'examen de cette demande est refusé par la Fédération française de rugby à XV. Il se voit ainsi faire une saison blanche 1931-1932 puis une seconde 1932-1933. L'été 1933, il décide de revenir dans sa ville de Perpignan et demande une licence à l'U.S.A. Perpignan. Il reste dans l'attente de la validation de sa licence qui ne viendra jamais, et ne dispute aucune rencontre officiellement, entraînant tout juste le S.O. Perpignan.
Au début de l'année 1934, il est finalement contacté par Jean Galia, ancien international français et radié de la Fédération française de rugby à XV pour faits de professionnalisme, pour importer le code du rugby à XIII en France. M. Porra répond positivement à cette invitation et prend part en mars 1934 la tournée d'une sélection française nommée les Pionniers.

### 1934: pionnier du rugby à XIII en France

#### Tournée des Pionniers

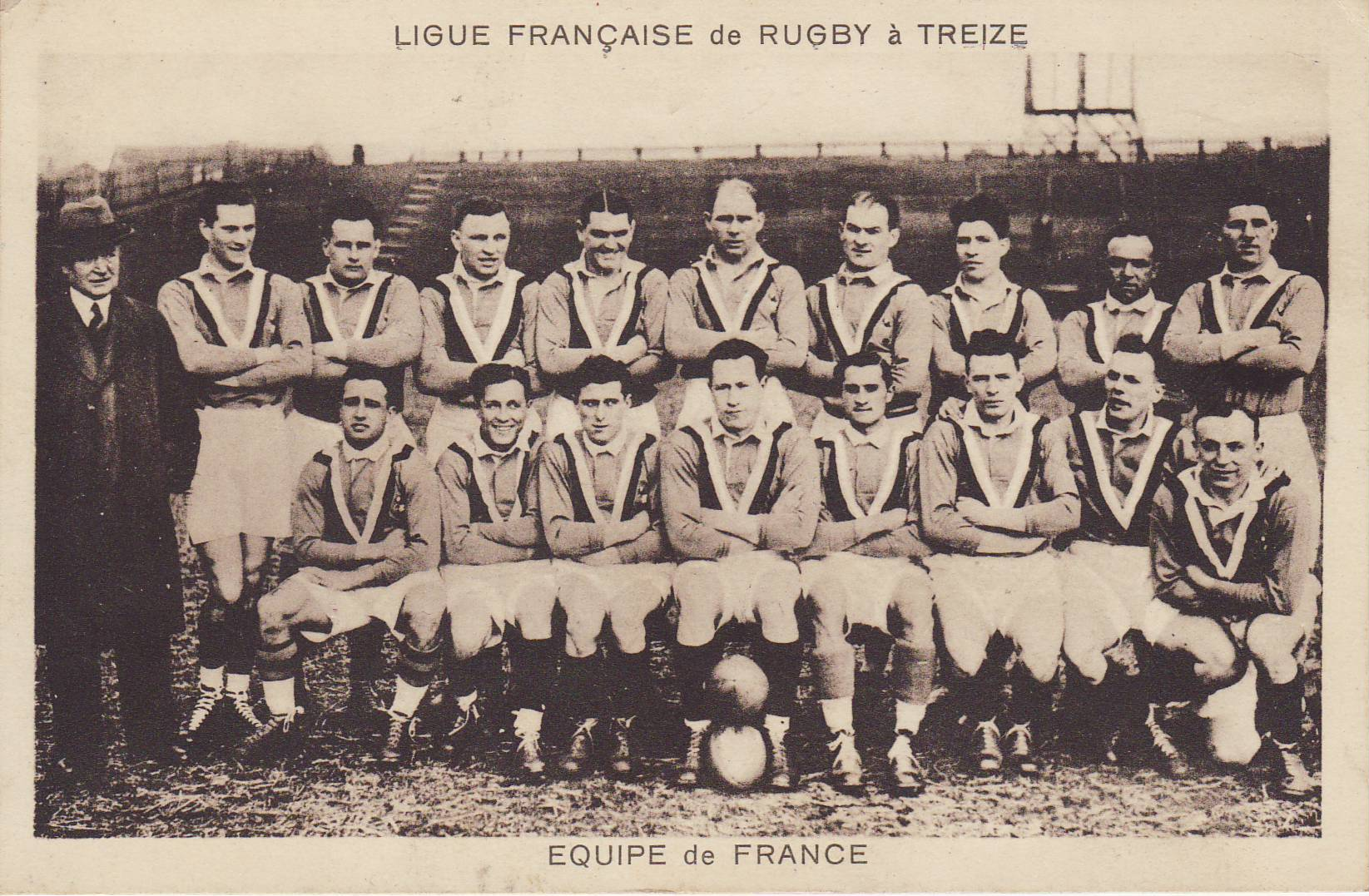
Les Pionniers, première manifestation française du rugby à XIII.

En mars 1934, le banni de la Fédération française de rugby à XV, Jean Galia, parvient à monter la première équipe de rugby à XIII en France en lien avec la Fédération anglaise de rugby à XIII et d'y effectuer une tournée en Angleterre. Dans cette entreprise, il contacte de nombreux joueurs bannis ou en délicatesse avec le système du rugby à XV en raison de l'amateurisme marron. Maurice Porra, qui a connu des démarchages de clubs huppés, tels que le S.U. Agen qu'il a rejoint en 1931 contre rétribution, entend et partage ces mêmes arguments autour de cette hypocrisie générale. Il se laisse convaincre par J. Galia. M. Porra rejoint cette équipe, alors nommée « Les Pionniers », et dit sa satisfaction d'avoir pris part à cette tournée où il retrouve son ancien coéquipier lézignanais Léopold Fabre et Robert Samatan qu'il a côtoyé à Agen.
Composition de l'équipe de France :
Du 10 au 26 mars 1934, cette sélection française, nommée « Les Pionniers » et emmenée par Jean Galia, effectue donc une tournée en Angleterre pour y disputer six rencontres contre des équipes anglaises devant un public compris entre 6 000 et 11 000 spectateurs. Cet évènement donne le coup d'envoi de l'intégration du rugby à XIII en France à laquelle prend donc part Maurice Porra,. Au retour de cette tournée, la première rencontre officielle de l'équipe de France de rugby à XIII opposée à l'Angleterre est organisée le 15 avril 1934 au stade Buffalo. À la vue de ses prestations lors de cette tournée, J. Galia aligne M. Porra au poste de talonneur entouré des piliers Georges Blanc et Charles Petit. Malgré une bonne prestation française, la France est défaite 32-21. Il prend part ensuite aux matchs dits « de propagande » à travers la France.

#### 1934-1936: période villeneuvoise

##### 1934-1935: champion de France et international à XIII
Jean Galia lance le Championnat de France de rugby à XIII et construit l'équipe du S.A. Villeneuve dans cette optique. Pour lancer le passage de club au rugby à XIII, il organise une tournée en Angleterre de cette équipe et y intègre des joueurs méridionaux dont Maurice Porra qui répond positivement à cette invitation à l'instar de Marcel Daffis et François Noguères. Malgré la création du XIII Catalan basé à Perpignan, M. Porra décide de s'établir sur Villeneuve-sur-Lot et de disputer ce Championnat 1934-1935 sur les bords du Lot.
Composition de l'équipe de France :
Parallèlement, en lien avec les Anglais et les Gallois, la création d'une nouvelle compétition entre la France, le pays de Galles et l'Angleterre, nommée Coupe d'Europe des nations, est décidée. La France est ainsi appelée à affronter le pays de Galles le 1er janvier 1935 à Bordeaux. Pour cela, un match de sélection entre trente joueurs est organisé à Perpignan pour déterminer les joueurs sélectionnés. M. Porra fait partie de cette sélection des trente pour disputer cette rencontre et dès la présélection est considéré comme le meilleur talonneur français. M. Porra est donc aligné dans le XIII de France aux côtés de ses coéquipiers villeneuvois Max Rousié, Marius Guiral et J. Galia. Cette rencontre est un réel succès, jouée devant près de 18 000 spectateurs et quelques personnalités telles que le député-maire de Bordeaux Adrien Marquet. La France surprend son adversaire et enregistre la première victoire de son histoire, avec un score de 18-11.
La seconde rencontre française dans cette Coupe d'Europe se déroule le 28 mars 1935 contre l'Angleterre. M. Porra n'a pas de réel challenger au poste de talonneur et connaît ainsi sa troisième sélection. Entouré d'André Rousse et de Jean Duhau, il compose la première ligne d'avants pour cette rencontre. La défense française, sollicitée toute la rencontre, offre le match nul 15-15 devant une assistance de plus de 20 000 spectateurs. L'Angleterre remporte la Coupe d'Europe mais la France démontre sa réussite à avoir constitué une équipe de rugby à XIII de rang international en moins d'une année.
En Championnat, le S.A. Villeneuve fait la course en tête toute la saison en battant tous ses adversaires à l'exception de Bordeaux XIII. Toutefois, cette réussite contraste avec la défaite surprise 13-12 en demi-finale face à l'U.S. Lyon-Villeurbanne à Bordeaux, au cours de laquelle M. Porra est exclu, et ne permettra pas au club villeneuvois de réaliser le doublé Coupe-Championnat. Dans ce dernier, le S.A. Villeneuve remporte le premier titre de Championnat de France de l'histoire en devançant Bordeaux XIII et l'U.S. Lyon-Villeurbanne, en ne comptant que trois défaites pour quinze succès, dans l'unique édition où aucune phase finale n'est organisée. M. Porra est l'un des acteurs de ce titre en occupant toute la saison le talonnage dans un club présidé par M. Bordeneuve et côté sportif entraîné J. Galia. Il dispute entre-temps une rencontre de prestige, qui ne compte pas pour une sélection officielle en équipe de France, contre l'Empire britannique dans le cadre du Jubilé d'argent du Roi George V à Leeds, rencontre perdue par la France 25-18.

##### 1935-1936: seconde saison au S.A. Villeneuve
Pour la saison 1935-1936, Maurice Porra prolonge son séjour au S.A. Villeneuve pour défendre le titre acquis la saison précédente, toujours sous la houlette de Jean Galia. Le Championnat de France est divisé en deux poules, le S.A. Villeneuve figurant dans la poule A où il affronte Bordeaux XIII, Côte basque XIII, Paris rugby XIII, Pau XIII et Dax XIII. M. Porra profite de ce début de saison pour revenir dans la presse sportive, dont L'Auto, sur sa période d'interdiction de pratiquer le rugby à XV, infligée par la Fédération française de rugby à XV, à partir de sa sélection internationale contre l'Irlande le 1er janvier 1931 jusqu'à mars 1934 où il intègre la première équipe de France de rugby à XIII. Il y déclare : « Quelle punition que cette abstention forcée. Comme je suis heureux de pouvoir rejouer. D'autant que les règlements de la Rugby League permettent aux athlètes de s'amuser plus encore « qu'à quinze ». Vous ne pouvez pas imaginer combien je suis content de pouvoir continuer à pratiquer un sport que j'aime tant. Quel démenti infligé à ceux qui, lors de ma suspension, prétendaient que j'étais fini ! ».
Composition de l'équipe de France :
Il vit en ce début de saison une méforme sous le maillot villeneuvois, se voyant parfois remplacé par Rabot, et n'est pas appelé à jouer contre le pays de Galles en novembre 1936 permettant au talonneur dacquois Georges Lavielle de connaître sa première sélection. Il revient toutefois au premier plan en janvier 1936 tout comme son club et retrouve sa place au sein de l'équipe de France pour affronter l'Angleterre en février 1936 où M. Porra est cité comme l'un des meilleurs joueurs que compte la sélection française. De ce match, la France est sèchement battue 25-7 mais la plupart des joueurs louent le travail de ces Anglais en le prenant pour exemple à l'avenir, M. Porra déclarant que leur demi de mêlée Thomas McCue et talonneur Thomas Armitt leur ont été supérieurs en raison de leur complicité.
Composition du S.A. Villeneuve :
De retour en Championnat, le S.A. Villeneuve affronte en quart-de-finale du Championnat le XIII Catalan au cours du mois de mars. Cette opposition est chère à M. Porra, lui-même catalan à l'instar de J. Daffis et J. Galia, mais le XIII Catalan malgré son infériorité à la mêlée triomphe des Villeneuvois 21-13. Le S.A. Villeneuve fait alors de la Coupe de France son objectif. Qualifié en demi-finale face au Bordeaux XIII, M. Porra chapeaute le jeune talonneur Henri Durand, grand espoir du rugby venu de Béziers, et grâce à leur supériorité en mêlée s'imposent 28-8 pour se qualifier pour la finale. Pour cette finale, la Côte basque XIII se présente comme adversaire. Au parc de Suzon de Bordeaux, la Côte basque surprend le S.A. Villeneuve et s'impose 15-8. Il est constaté que Max Rousié et Étienne Cougnenc ne présentaient pas les garanties pour tenir leurs places en raison de leurs retours de blessures précipitées. Malgré l’abattage de M. Porra, les Villeneuvois se heurtent à la défense des Basques où Henri Sanz et Sylvain Claverie-Barbe se sont montrés en évidence. Il clôt sa saison sur un match de prestige remporté 8-5 face aux Dominions avec la sélection française au stade Buffalo devant plus de 10 000 spectateurs, match qui n'est pas considéré comme une rencontre internationale officielle.

### 1936: joueur de premier plan au XIII Catalan

#### 1936-1937: deux finales perdues
En septembre 1936, Maurice Porra exprime son désir de revenir dans son département natal pour venir jouer pour le XIII Catalan basé à Perpignan et champion de France en titre. Il retrouve dès son intégration un poste de titulaire au sein de la première ligne des Catalans. Le club se place comme favori à sa propre succession en Championnat de France à la suite de l'absence de départs des joueurs titrés en 1936 et l'arrivée de M. Porra, et confirme ce statut lors de sa victoire sur le R.C. Roanne de Max Rousié en novembre 1936. En ce début de saison, M. Porra maintient son rang de meilleur talonneur français en disputant courant novembre la rencontre entre la sélection française et « le Reste ».
Pour le compte de la Coupe d'Europe 1936-1937, la France affronte le 6 décembre 1936 le pays de Galles. Le sélectionneur J. Galia maintient sa confiance en son talonneur catalan, mais le XIII de France est battu 9-3. En Championnat, l'entraîneur catalan du XIII Catalan Roger Ramis fait de M. Porra son leader des avants. Les résultats confirment l'excellente saison des Catalans qui alignent de nombreuses victoires, et occupent toute la saison la place de leader du Championnat,.
Composition de l'équipe de France :
Quand le mois de mars 1937 arrive, M. Porra dispute la rencontre de présélection avec l'équipe de France et est considéré comme l'un des joueurs indiscutables en sélection aux côtés de M. Rousié, François Noguères, Maurice Brunetaud et Charles Petit. La France se trouve dominée par les Dominions 6-3 dans une rencontre où M. Porra est cité comme l'un des meilleurs éléments. Il est par la suite naturellement sélectionné pour affronter l'Angleterre en Coupe d'Europe le 10 avril 1937 à Halifax. Menant 9-7 à la mi-temps, la France est alors réduite à douze à la suite de la sortie sur blessure de Robert Samatan, la seconde mi-temps est à l'unique avantage des Anglais qui s'imposent 23-9 malgré une partie parfaite de M. Porra au talonnage.
En club, le XIII Catalan file en finale des deux compétitions que sont le Championnat et la Coupe de France, c'est à cette période que M. Porra exprime l'idée d'un départ du rugby à XIII en fin de saison en raison d'évènements personnels avec la volonté de se mettre sérieusement au travail. En finale de la Coupe de France disputée le 9 mai 1937, M. Porra retrouve ses anciens partenaires du S.A. Villeneuve qui en cette saison ont vu partir le Catalan mais également Jean Galia. Emmenés par Maurice Brunetaud, les Villeneuvois prennent le dessus sur les Catalans et s'imposent 12-6. Une semaine plus tard, en finale du Championnat de France disputée le 16 mai 1937, le XIII Catalan, vainqueur de la saison régulière, affronte son second le Bordeaux XIII. Après une première mi-temps équilibrée avec un score de parité 8-8, les Perpignanais cèdent aux assauts offensives des Bordelais, pourtant réduits à douze en raison de la blessure d'Albert Falwasser, dans les vingt dernières minutes en encaissant trois essais pour un score final de 23-10. M. Porra est cité comme l'un des meilleurs des siens, insuffisant pour contre-carrer la mêlée bordelaise.

#### 1937-1939: poursuite avec le XIII Catalan
Malgré l'intention de vouloir arrêter sa carrière sportive, Maurice Porra décide de la poursuivre au XIII Catalan pour cette saison 1937-1938 comme le confirme le président du club Marcel Laborde en septembre 1937. Le XIII Catalan se positionne comme une équipe qui compte dans le Championnat de France malgré un début de saison poussif en raison des absences de François Noguères, d'Aimé Bardes et de Serre Martin. La première ligne de leurs avants de son côté fait la part belle aux talonneurs avec M. Porra, Gilbert Ponramon et Forma.
Lors du premier rendez-vous international avec le match amical contre l'Empire britannique, M. Porra est un des oubliés de la liste dressée par le sélectionneur J. Galia voyant son ancien coéquipier villeneuvois Henri Durand lui étant préféré au talonnage. Courant décembre 1937, M. Porra souffre d'une déchirure musculaire qui l'éloigne quelques jours des terrains et constate dans le même temps son absence de la présélection établie par J. Galia qui tente de rajeunir la sélection française pour affronter lors d'une double confrontation l'Australie en ce mois de janvier 1938 où les talonneurs H. Durand, le Palois Lassalle et le Basque Pierre Etchart ont été appelés. Il est toutefois appelé dans une sélection régionale nommée du Midi pour affronter en amical l'Australie le 23 janvier 1938 à Toulouse, cette rencontre gagnée 15-0 par les méridionaux. L'avènement d'H. Durand au talonnage l'empêchera de rejouer en équipe de France puisqu'en mars 1938, ce dernier est de nouveau le talonneur sélectionné par J. Galia. En compétitions nationales, le XIII Catalan avec M. Porra réalise une saison où ils sont aux rendez-vous des phases finales mais ne parviennent pas à se qualifier pour une finale, à chaque fois barrés par le R.C. Roanne, club désormais composé de joueurs de premier plan tels que Max Rousié, Jean Dauger, Robert Samatan et Léopold Servole. Ainsi, le 17 avril 1938, le XIII Catalan est éliminé en quart-de-finale du Championnat 20-5 non sans avoir démérité, puis en demi-finale de la Coupe de France à Narbonne où le R.C. Roanne se montre supérieur et s'impose 17-10 pour atteindre leur première finale de Coupe de France de leur histoire, rencontre disputée devant les représentants des R.C. Narbonne, du F.C. Lézignan et de l'A.S. Carcassonne.
M. Porra rempile pour une nouvelle saison 1938-1939 avec le XIII Catalan qui recrute André Gau. Le club, tout au long de la saison, est un prétendant pour l'une des quatre premières places de la phase régulière pour une qualification en demi-finale du Championnat de France  mais voit quatre clubs, le R.C. Roanne, le S.A. Villeneuve, l'A.S. Carcassonne et le Bordeaux XIII, se détacher au classement contraignant le club catalan à terminer à la cinquième place. En revanche, le XIII Catalan vit une épopée en Coupe de France. M. Porra et le XIII Catalan battent successivement le C.A. Brive en huitième de finale, le S.A. Villeneuve en quart-de-finale et le Bordeaux XIII en demi-finale, pour se qualifier en finale. M. Porra, suspendu par la Fédération française pour acte de brutalité à l'occasion de cette demi-finale lors de laquelle il est expulsé, n'est pas présent lors de la finale remportée par le XIII Catalan.

### 1939-1950: reconversion au rôle d'entraîneur et décès prématuré
La carrière de Maurice Porra se termine en cette saison 1939-1940 avec le début de la Seconde Guerre mondiale qui entraîne une suspension du championnat et l'appel de nombreux joueurs sous les drapeaux dès septembre 1939. Pour beaucoup ceci met fin à leur carrière sportive, avant que le rugby à XIII ne soit frappé en 1940 d'une interdiction en France par le régime de Vichy.
Durant la guerre, Maurice Porra, lors de la reprise des compétitions de rugby à XV, demande en décembre 1940 sa réintégration au rugby à XV pour jouer mais de nouveau la Fédération française de rugby à XV prolonge son bannissement débuté en janvier 1931 et refuse qu'il puisse y rejouer. Il peut toutefois entraîner et s'occupe alors des équipes de Prades puis du Stade aurillacois. Il revient à Perpignan, et lors de la relance du rugby à XIII à la suite de son interdiction, il prend en main de 1945 à 1947 le club du XIII Catalan avec Augustin Saltraille,. Par la suite, il devient entraîneur de rugby à XV en prenant en main le club de Céret sportif dès 1949 jusqu'à son décès.
Il meurt le 2 septembre 1950 dans la rue de Céret à Perpignan, foudroyé par une embolie pulmonaire à seulement 44 ans, laissant derrière lui sa femme et ses deux enfants en bas âge. Pour commémorer son souvenir, une rencontre sous le patronage du journal L'Indépendant est organisée par l'amicale des ex-Catalans et se déroule le 15 avril 1951 au stade Jean-Laffon. De nombreux joueurs répondent positivement à cette invitation : Émile Bosc, Félix Bergèse, Yves Bergougnan, Joseph Choy, Jean Poch et Jean Quéroli sont compris dans une sélection française et affronte une sélection d'ex-Catalans comprenant Joseph Desclaux, André Bruzy, Philippe Ascola, Georges Bentouré et Joseph Ollet.

## Palmarès

### Rugby à XV
- Collectif :
  - Finaliste du Championnat de France : 1929 (Lézignan).

#### Détails en sélection
| Matchs internationaux de Maurice Porra | Matchs internationaux de Maurice Porra | Matchs internationaux de Maurice Porra | Matchs internationaux de Maurice Porra | Matchs internationaux de Maurice Porra | Matchs internationaux de Maurice Porra | Matchs internationaux de Maurice Porra | Matchs internationaux de Maurice Porra | Matchs internationaux de Maurice Porra | Matchs internationaux de Maurice Porra | Matchs internationaux de Maurice Porra | Matchs internationaux de Maurice Porra |
|                                        | Date                                   | Adversaire                             | Résultat                               | Compétition                            | Poste                                  | Points                                 | Essais                                 | Pen.                                   | Drops                                  |                                        |                                        |
| -------------------------------------- | -------------------------------------- | -------------------------------------- | -------------------------------------- | -------------------------------------- | -------------------------------------- | -------------------------------------- | -------------------------------------- | -------------------------------------- | -------------------------------------- | -------------------------------------- | -------------------------------------- |
| sous les couleurs de la France         |                                        |                                        |                                        |                                        |                                        |                                        |                                        |                                        |                                        |                                        |                                        |
| 1.                                     | 1er janvier 1931                       | Irlande                                | 3-0                                    | Cinq Nations                           | Talonneur                              | -                                      | -                                      | -                                      | -                                      |                                        |                                        |

#### Détails en club
| Saison  | Saison      | Championnat                                                 | Championnat                                                 | Sélection                                                   | Sélection                                                   | Sélection                                                   | Sélection                                                   | Sélection                                                   | Sélection                                                   | Sélection |
| Saison  | Saison      | Comp.                                                       | Class.                                                      | Comp.                                                       | M                                                           | Pts                                                         | Ess.                                                        | Buts                                                        | Dp.                                                         |           |
| ------- | ----------- | ----------------------------------------------------------- | ----------------------------------------------------------- | ----------------------------------------------------------- | ----------------------------------------------------------- | ----------------------------------------------------------- | ----------------------------------------------------------- | ----------------------------------------------------------- | ----------------------------------------------------------- | --------- |
| 1927-28 | FC Lézignan | Championnat de France                                       | poule de cinq                                               |                                                             |                                                             |                                                             |                                                             |                                                             |                                                             |           |
| 1928-29 | FC Lézignan | Championnat de France                                       | Finaliste                                                   |                                                             |                                                             |                                                             |                                                             |                                                             |                                                             |           |
| 1929-30 | FC Lyon     | Championnat de France                                       | poule de cinq                                               |                                                             |                                                             |                                                             |                                                             |                                                             |                                                             |           |
| 1930-31 | FC Lyon     | Tournoi des douze                                           | 11e                                                         | CN                                                          | 1                                                           | -                                                           | -                                                           | -                                                           | -                                                           |           |
| 1931-31 | SU Agen     | Suspendu et radié par la Fédération française de rugby à XV | Suspendu et radié par la Fédération française de rugby à XV | Suspendu et radié par la Fédération française de rugby à XV | Suspendu et radié par la Fédération française de rugby à XV | Suspendu et radié par la Fédération française de rugby à XV | Suspendu et radié par la Fédération française de rugby à XV | Suspendu et radié par la Fédération française de rugby à XV | Suspendu et radié par la Fédération française de rugby à XV |           |
| 1931-32 | SU Agen     | Suspendu et radié par la Fédération française de rugby à XV | Suspendu et radié par la Fédération française de rugby à XV | Suspendu et radié par la Fédération française de rugby à XV | Suspendu et radié par la Fédération française de rugby à XV | Suspendu et radié par la Fédération française de rugby à XV | Suspendu et radié par la Fédération française de rugby à XV | Suspendu et radié par la Fédération française de rugby à XV | Suspendu et radié par la Fédération française de rugby à XV |           |
| 1932-33 | SU Agen     | Suspendu et radié par la Fédération française de rugby à XV | Suspendu et radié par la Fédération française de rugby à XV | Suspendu et radié par la Fédération française de rugby à XV | Suspendu et radié par la Fédération française de rugby à XV | Suspendu et radié par la Fédération française de rugby à XV | Suspendu et radié par la Fédération française de rugby à XV | Suspendu et radié par la Fédération française de rugby à XV | Suspendu et radié par la Fédération française de rugby à XV |           |
| 1933-34 | Sans club   | Suspendu et radié par la Fédération française de rugby à XV | Suspendu et radié par la Fédération française de rugby à XV | Suspendu et radié par la Fédération française de rugby à XV | Suspendu et radié par la Fédération française de rugby à XV | Suspendu et radié par la Fédération française de rugby à XV | Suspendu et radié par la Fédération française de rugby à XV | Suspendu et radié par la Fédération française de rugby à XV | Suspendu et radié par la Fédération française de rugby à XV |           |

### Rugby à XIII

#### En tant que joueur
- Collectif :
  - Vainqueur du Championnat de France : 1935 (Villeneuve).
  - Vainqueur de la Coupe de France : 1939[121] (XIII Catalan).
  - Finaliste du Championnat de France : 1937 (XIII Catalan).
  - Finaliste de la Coupe de France : 1936 (Villeneuve) et 1937 (XIII Catalan).

##### Coupe d'Europe des nations
| Édition | Rang | Résultats France | Résultats Porra | Matchs Porra |
| ------- | ---- | ---------------- | --------------- | ------------ |
| 1935    | 2    | 1 v 1 n 0 d      | 1 v 1 n 0 d     | 2/2          |
| 1936    | 3    | 0 v 0 n 2 d      | 0 v 0 n 1 d     | 1/2          |
| 1937    | 3    | 0 v 0 n 2 d      | 0 v 0 n 2 d     | 2/2          |

##### Détails en sélection
| 1. | 15 avril 1934    | Angleterre     | 21-32 | Test-match     | Talonneur | - | - | - | - |
| 2. | 1er janvier 1935 | Pays de Galles | 18-11 | Coupe d'Europe | Talonneur | - | - | - | - |
| 3. | 28 mars 1935     | Angleterre     | 15-15 | Coupe d'Europe | Talonneur | - | - | - | - |
| 4. | 16 février 1936  | Angleterre     | 7-25  | Coupe d'Europe | Talonneur | - | - | - | - |
| .  | 6 mai 1936       | Dominions      | 8-5   | Amical         | Talonneur | - | - | - | - |
| 5. | 6 décembre 1936  | Pays de Galles | 3-9   | Coupe d'Europe | Talonneur | - | - | - | - |
| .  | 21 mars 1937     | Dominions      | 3-6   | Amical         | Talonneur | - | - | - | - |
| 6. | 10 avril 1937    | Angleterre     | 9-23  | Coupe d'Europe | Talonneur | - | - | - | - |

##### Détails en club
| Saison    | Saison        | Championnat           | Championnat | Coupe           | Coupe      | Sélection | Sélection | Sélection | Sélection | Sélection | Sélection |
| Saison    | Saison        | Comp.                 | Class.      | Comp.           | Class.     | Comp.     | M         | Pts       | Ess.      | Buts      | Dp.       |
| --------- | ------------- | --------------------- | ----------- | --------------- | ---------- | --------- | --------- | --------- | --------- | --------- | --------- |
| 1934-1935 | SA Villeneuve | Championnat de France | Champion    | Coupe de France | 1/2 finale | CE        | 3         | -         | -         | -         | -         |
| 1935-1936 | SA Villeneuve | Championnat de France | 1/4 finale  | Coupe de France | Finaliste  | CE        | 1         | -         | -         | -         | -         |
| 1936-1937 | XIII Catalan  | Championnat de France | Finaliste   | Coupe de France | Finaliste  | CE        | 2         | -         | -         | -         | -         |
| 1937-1938 | XIII Catalan  | Championnat de France | 1/4 finale  | Coupe de France | 1/2 finale |           |           |           |           |           |           |
| 1938-1939 | XIII Catalan  | Championnat de France | 5e          | Coupe de France | Vainqueur  |           |           |           |           |           |           |

#### En tant qu'entraîneur
- Collectif :
  - Finaliste de la Coupe de France : 1946 (XIII Catalan).